# Antonia minor
Antonia (PIR2 A 885) (31 januari 36 v.Chr., Rome — 1 mei 37 na Chr., Rome, ook bekend als Antonia minor of Antonia de Jongere, was een van de meest prominente vrouwen van de Julisch-Claudische dynastie en werd geloofd voor haar eerbaarheid en schoonheid. Antonia was op 31 januari 36 v.Chr. geboren als dochter van Marcus Antonius en Octavia Thurina minor. Tegen het einde van haar leven werd haar de titel Augusta toegekend door haar kleinzoon, keizer Gaius ("Caligula"), zodat ze voortaan Antonia Augusta werd genoemd.

## Leven

### Geboorte en jeugd
Antonia minor werd op 31 januari 36 v.Chr. geboren in Rome, waarnaar haar moeder dat jaar met haar kinderen was teruggekeerd. Antonia zou nooit haar vader, Marcus Antonius, leren kennen, want deze scheidde van haar moeder in 32 v.Chr. en pleegde uiteindelijk zelfmoord in 30 v.Chr. Ze werd door haar moeder, haar oom en tante, Livia Drusilla, opgevoed. Als erfgename van haar vader Marcus Antonius was Antonia een schatrijke vrouw. Ze mocht na diens dood bij gratie van haar oom Augustus samen met haar zus Antonia maior gebruikmaken van diens landgoed in Rome. Ze bezat daarnaast nog bezittingen in Italia, Griekenland en Egypte. Als rijke en invloedrijke vrouw ontving ze veel personen, die Rome bezochten. Onder haar vrienden bevonden zich Tiberius Drusus Alexander en Lucius Vitellius, consul en vader van de latere princeps Aulus Vitellius.

### Huwelijk met Drusus

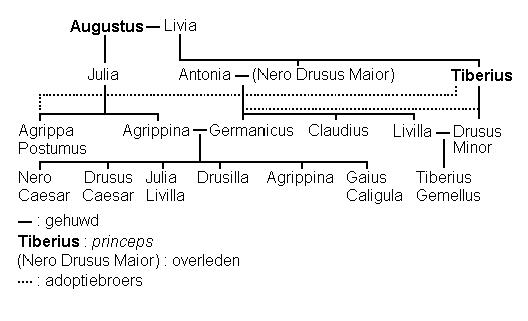
De leden van de Julisch-Claudische dynastie in 14 n.Chr.

In 16 v.Chr. huwde ze Nero Claudius Drusus, een generaal en consul. Drusus was de stiefzoon van haar oom Augustus, de jongste zoon van Livia Drusilla en broer van Tiberius, de latere princeps. Door haar huwelijk werd zij opgenomen in het midden van de Julisch-Claudische dynastie. Ze baarde Drusus verscheidene kinderen, van wie er slechts drie de volwassenheid bereikten: Germanicus Julius Caesar (die als generaal furore maakte), Livilla (echtgenote van Drusus minor) en Tiberius Claudius Drusus (die zelf princeps zou worden). Over haar zoon Tiberius Claudius Drusus, wiens ziekelijk uiterlijk onder andere Augustus zorgen baarde, zei ze dat hij "geen eindproduct van de Natuur, maar slechts een ruwe schets" was en Augustus vroeg aan Livia Drusilla, zijn echtgenote, om Antonia te raadplegen of men met Claudius wel kon buitenkomen. Haar zoon Germanicus liet haar verscheidene kleinkinderen na, waarvan de bekendste waarschijnlijk de latere princeps Caligula en Agrippina minor, de moeder van Nero, waren. Drusus stierf in juni 9 v.Chr. in Germania, ten gevolge van complicaties bij de wonden die hij had opgelopen toen hij van zijn paard was gevallen. Na zijn dood zou ze, hoewel haar oom daarop aandrong, niet hertrouwen.

### De weduwe Antonia
Antonia voedde haar kinderen op te Rome met Tiberius als hun voogd. Haar zoon Germanicus, die bij zijn echtgenote Agrippina maior negen kinderen had, van wie slechts zes de volwassen leeftijd bereikten - met name Nero Caesar, Drusus Caesar, Gaius Caesar (Caligula), Julia Agrippina, Julia Drusilla en Julia Livilla - overleed in 20 n.Chr. onder verdachte omstandigheden. Het gerucht deed de ronde dat hij was vergiftigd door Gnaius Calpurnius Piso, en de senaat stelde een onderzoek in. Piso pleegde nog voordat het proces goed was begonnen zelfmoord, zodat de senaat besloot hem postuum te veroordelen. En in het officiële senatusconsultum werd haar naam opgenomen. Mogelijk op bevel van Tiberius en Julia Augusta, werd het Antonia verboden om naar zijn crematie te gaan. Terwijl Germanicus' weduwe Agrippina ageerde tegen de praefectus praetorio Lucius Aelius Seianus en Tiberius zelf, hield Antonia zich op de achtergrond en zorgde ze ervoor dat haar kleinzoon Gaius uit de wind werd gezet. Toen Agrippina in juni 29 overleed, droeg Antonia de zorg voor Caligula, Julia Agrippina, Julia Drusilla, Julia Livilla en later ook Claudia Antonia, haar jongere kleinkinderen. Toen ze ontdekte dat Seianus een samenzwering tegen Tiberius op touw had gezet, wist ze deze laatste een bericht te sturen. Deze was haar daarvoor zeer dankbaar. Toen bovendien uitkwam dat Antonia's dochter Livilla was betrokken geweest in de dood van haar echtgenoot Drusus minor, zou Tiberius haar niet hebben willen veroordelen uit respect voor haar moeder, die zelf haar dochter als straf liet verhongeren.
Antonia had haar kleinzoon Gaius voor een zekere dood behoed door hem jarenlang te beschermen tegen de funeste manipulaties van Lucius Aelius Seianus, die vrijwel alle potentiële opvolgers van Tiberius uit de weg wist te ruimen. Alleen Gaius en Claudius (tezamen met de jonge Tiberius Gemellus) ontsnapten aan de dood (zie Tiberius). Claudius ontsnapte doordat hij door zijn ziekelijk uiterlijk ongeschikt voor het keizerschap werd geacht.

### Gaius Caligula wordtprinceps
Nadat Gaius princeps was geworden, adviseerde Antonia hem gedurende zijn eerste maanden. Zij kreeg de titel Augusta toegekend (hoewel ze deze zou hebben geweigerd) en alles leek zeer goed te gaan. Zij stierf echter op 1 mei 37. Veel bronnen vermelden dat Gaius genoeg had van haar inmenging en haar vergiftigde, andere verhalen dat hij haar tot zelfmoord heeft gedreven. Ook wordt vermeld dat hij niet aanwezig was op haar begrafenis.

### Postume eerbewijzen
Nadat Caligula was vermoord, kwam diens oom Claudius (Antonia's zoon) aan de macht. Deze bepaalde dat alle besluiten van zijn voorganger ongeldig waren. Daarom verleende hij zijn moeder opnieuw de titel van Augusta en liet haar beeltenis in een wagen voortrekken in het Circus Maximus. Ze zou zelfs een eigen tempel hebben gekregen, wat zou kunnen wijzen op een vergoddelijking.

## Antonia in de beeldende kunsten
Antonia wist met haar schoonheid verschillende kunstenaars te inspireren; in het bijzonder beeldende kunstenaars die in het kader van de propaganda van de domus Augusta verscheidene beeldhouwwerken maakten.

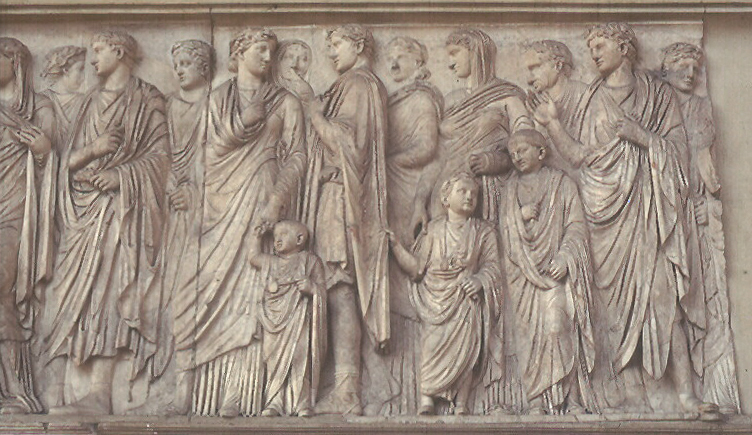
De zuidprocessie van de Ara Pacis. Antonia is de vijfde of negende van links geteld (kinderen niet meegerekend).

Het oudste portret van haar vinden we terug op de zuidprocessie van de Ara Pacis. De meeste geleerden identificeren haar met de dame die in gesprek is met de man achter haar (geïdentificeerd als Drusus minor) en een kind (Germanicus?) aan de hand houdt, maar in een artikel uit 2004 wordt geponeerd dat deze dame mogelijk Vipsania Agrippina was (de eerste echtgenote van Tiberius die als consul in de processie voor haar uitloopt) en dat Antonia minor moet worden geïdentificeerd met de gesluierde dame achter Drusus minor die haar hand op de schouder van het kind (Germanicus?) legt, dat de mantel van Drusus minor vastgrijpt. Welke van de twee dames Antonia ook moge zijn, het is duidelijk dat ze op de Ara Pacis in de eerste plaats als echtgenote van Drusus werd afgebeeld. Sommigen menen op basis van het portret van Antonia op de Ara Pacis (d.i. de dame in gesprek met Drusus) ook Antonia te kunnen identificeren met de dame met diadeem op de zogenaamde Ravenna reliëfs uit de tijd van Claudius.

## Antieke bronnen

### Literaire bronnen
- Valerius Maximus, Facta et Dicta Memorabilia IV 3 § 3.
- Flavius Josephus, Antiquitates Judaicae XVIII 143, 156, 164, 166-167, 179-184, 186, 202, 236.
- Plutarchus, Marcus Antonius 35.1, 87.3.
- Gaius Plinius Secundus maior, Naturalis Historia XXXV 36 § 16.
- Gaius Suetonius Tranquillus, Caligula 1.1, 10.1, 15.2, 23.2, 24.1, 29.1, Claudius 1.3, 1.6, 3.2, 4.4, 11.1-2.
- Publius Cornelius Tacitus, Ab excessu divi Augusti III 3.2-3, 18.3, XI 3.1.
- Cassius Dio, LI 15.7, LV 1.4-2.1, LVIII 9-11, LIX 3, LX 2.5, 5, LXV 14.1-2.

### Inscripties
- CIL II 1543, CIL VI 920, CIL VI 921 (p 841, 3070, 3777, 4306, 4340) = CIL VI 31204 = CIL VI *00712 = CIL XI *00734 = ILS 222, CIL VI 2028 (p 864, 3261) = CIL VI 32344 = AE 1983, 95 = CFA (J. Scheid, Commentarii Fratrum Arvalium qui supersunt. Les copies épigraphiques des protocoles annuels de la confrérie Arvale (21 av.-304 ap. J.C.), Rome, 1998.) 12 = ILS 5032, CIL VI 33368 = ILS 1754, CIL IX 3663 = ILS 149 = AE 1950, 241d = AE 1993, +572, CIL X 1417 = ILS 150, IG XII 2.207, IMT Skam/NebTaeler 314 = IK (Inschriften griechischer Städte aus Kleinasien) 3 nr. 88 = IGR IV 206, IGR IV (R. Cagnat, Inscriptiones Graecae ad res Romanas pertinentes, IV, Parijs, 1927.) 73, 206.

### Munten
- W. Kubitschek, Neue Münzen, in Numismatische Zeitschrift 14 (1921), p. 151, pl. 7.5 (onder Claudius).
- H. Mattingly - e.a., Roman Imperial Coins in the British Museum, I, Londen, 1923, nrs. 79-81, pl. 24.1 (onder Tiberius); nrs. 41-43, pl. 28.6, nrs. 45-48, pl. 29.2 (onder Caligula); nrs. 116- a, pl. 35.8, nrs. 109-110, pl. 33.19, nr. 111, pl. 33.20, nrs. 112-113, pl. 33.21, nr. nr. 114, pl. 33.22 (onder Claudius).